# Disney's Paradise Pier Hotel
Le Disney's Paradise Pier Hotel, anciennement le Disneyland Pacific Hotel, est un hôtel du complexe de Disneyland Resort à Anaheim, en Californie. Il offre l'ambiance d'un hôtel en bord de plage. La plupart des chambres ont vue sur le Paradise Pier, le land maritime du parc Disney California Adventure.
L'hôtel compte 502 chambres, dont 14 suites et plus de 3 000 m2 d'espace de réunion.

## Le thème
L'hôtel utilise le bâtiment de base d'architecture internationale pour le transformer en hôtel côtier, la proximité du Paradise Pier aidant. Un fait particulier est la forme du dernier étage des tours qui plus large que les précédents ressemble à une digue du bord de mer.

## Historique

Ancien logo.

L'hôtel ouvre en 1984 sous le nom de Emerald of Anaheim et se situe à deux pas du Disneyland Hotel. Le constructeur de cet édifice de 15 étages est la société japonaise Tokyu Group. Selon Dave Smith, il est ensuite acheté par une société japonaise qui le baptise Pan Pacific Hotel mais en réalité c'est une consolidation par Tokyu Group de ses filiales Emerald et Pan Pacific.
Le 11 décembre 1995, Disney rachète le Pan Pacific Hotel,, qui sera rebaptisé plus tard Disneyland Pacific Hotel en 1996 puis Disney's Paradise Pier Hotel (nom d'un thème du second parc). Entre-temps, des travaux sont entamés pour aménager des trottoirs et un jardin entre les deux hôtels Disney et prennent fin le 22 mars 1996.
En prévision de 2001 et de l'ouverture du nouveau parc à thème Disney's California Adventure (renommé Disney California Adventure en 2010), l'hôtel est rebaptisé le 12 décembre 2000 Disney's Paradise Pier Hotel d'après la section adjacente Paradise Pier.

## Les bâtiments

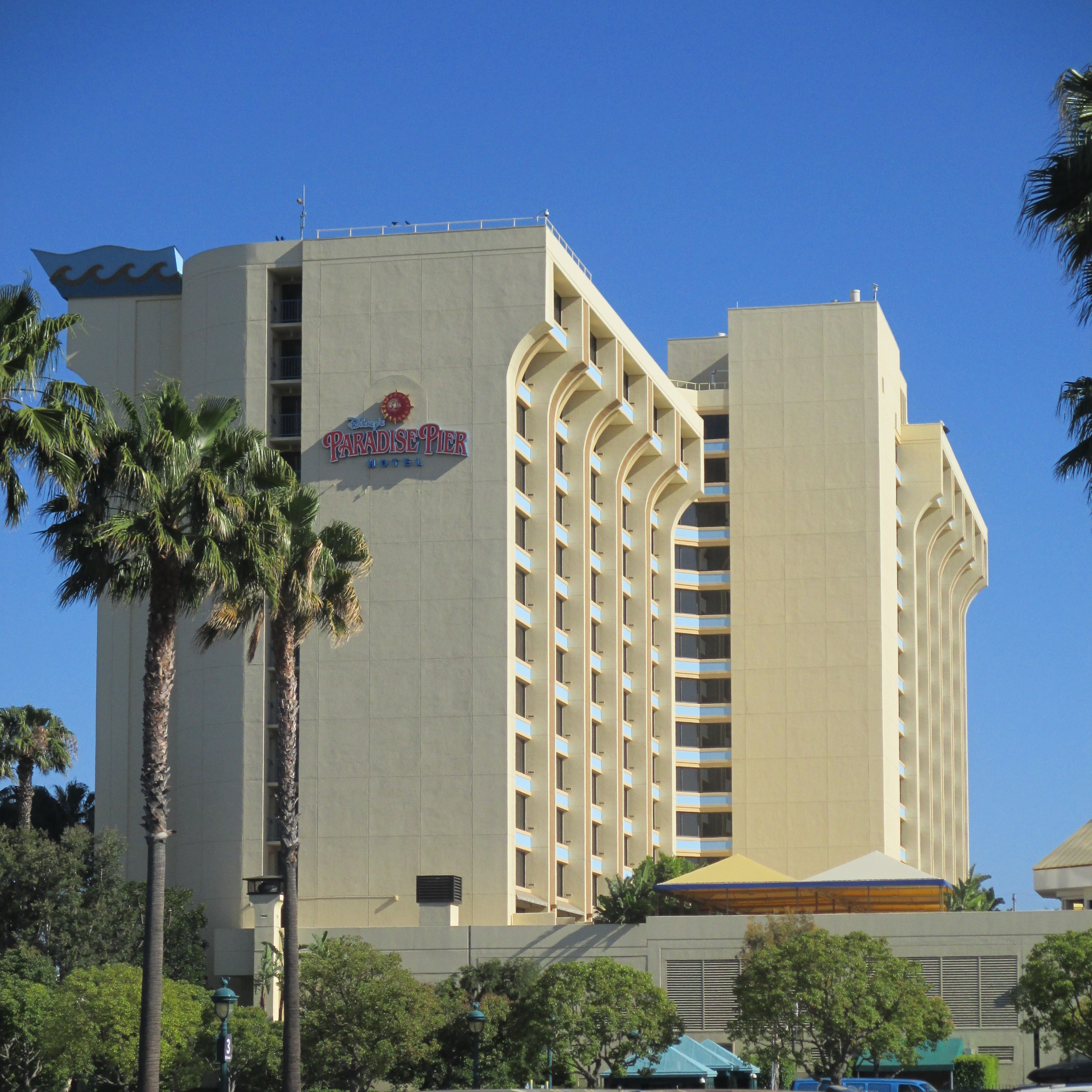
Le bâtiment principal.

L'hôtel est constitué de deux tours siamoises de 15 étages placées en quinconce avec à leur pied un immeuble-terrasse commun et d'une salle de réception surmontée d'un parking.
Il est situé juste en face de l'entrée du Disney's Grand Californian Resort et derrière les cinémas de Downtown Disney.

### Les chambres
Les prix en 2005, d'après le site officiel, pour une nuit en basse saison débutent à partir de
- pour les chambres standards
  - 160 USD avec vue sur la ville et la piscine
  - 210 USD avec vue le parc.
- pour les chambres standards avec l'option de service d'étage
  - 260 USD avec vue sur la ville
  - 280 USD avec vue le parc.
- pour les suites Paradise
  - 445 USD une chambre
  - 570 USD deux chambres

### Les restaurants et bars
Les deux restaurants sont situés côté Disney California Adventure au rez-de-chaussée.
- Disney's PCH Grill est un restaurant traditionnel américain proposant des sandwiches, hamburgers, pizzas et des desserts. PCH signifie Pacific Coast Highway, l'autoroute desservant toute la cote pacifique des États-Unis.
- Yamabuki est un restaurant traditionnel japonais avec une partie sushi bar et une section avec des tables

### Les boutiques
- The Disney Touch est une boutique de souvenirs Disney située à l'entrée de l'hôtel.

### Les activités
- La piscine est située au deuxième étage sur la terrasse du bâtiment entourant les tours.

Elle a été rénovée en 2003 pour y inclure un toboggan décoré selon les montagnes russes California Screamin'.
- Team Mickey's Workout Room II est un centre de remise en forme. Son nom vient de celui du Disneyland Hotel. Il changea aussi de nom en 2001.
- Paradise Theater est une salle au premier étage pour les enfants où ils peuvent regarder des films. Elle remplace un salon de thé fermé en 2002.

### Le centre de congrès
Il est principalement situé au rez-de-chaussée et au premier étage des tours sous la piscine. Mais il comprend aussi un pavillon à l'extérieur sous un parking. Il comprend 8 salles pour un total de 3 000 m2 et un espace ouvert.
- Au rez-de-chaussée dans la tour nord
  - Pacific Ballroom de 725 m² divisible en quatre salles
  - Crystal Cove Room de 302 m²
  - Sea Breeze Room de 10 m² utilisable comme bureau de direction
- Au premier étage de la tour sud:
  - Monterey de 34 m²
  - Big Sur Board Room et Del Mar de 55 m²
  - Oceanside, Redondo, San Diego et Santa Monica de 116 m²
- Dehors
  - Pier Side Pavilion de 400 m²
  - Patio Area  de 322 m² est un espace situé dans l'angle sud-ouest du bâtiment principal et menant au Pier Side Pavilion.